# Groß Schwaß
Koordinaten: 54° 5′ N, 12° 3′ O
Groß Schwaß ist neben Klein Stove, Klein Schwaß und Kritzmow ein Teil der Gemeinde Kritzmow im Landkreis Rostock in Mecklenburg-Vorpommern. 

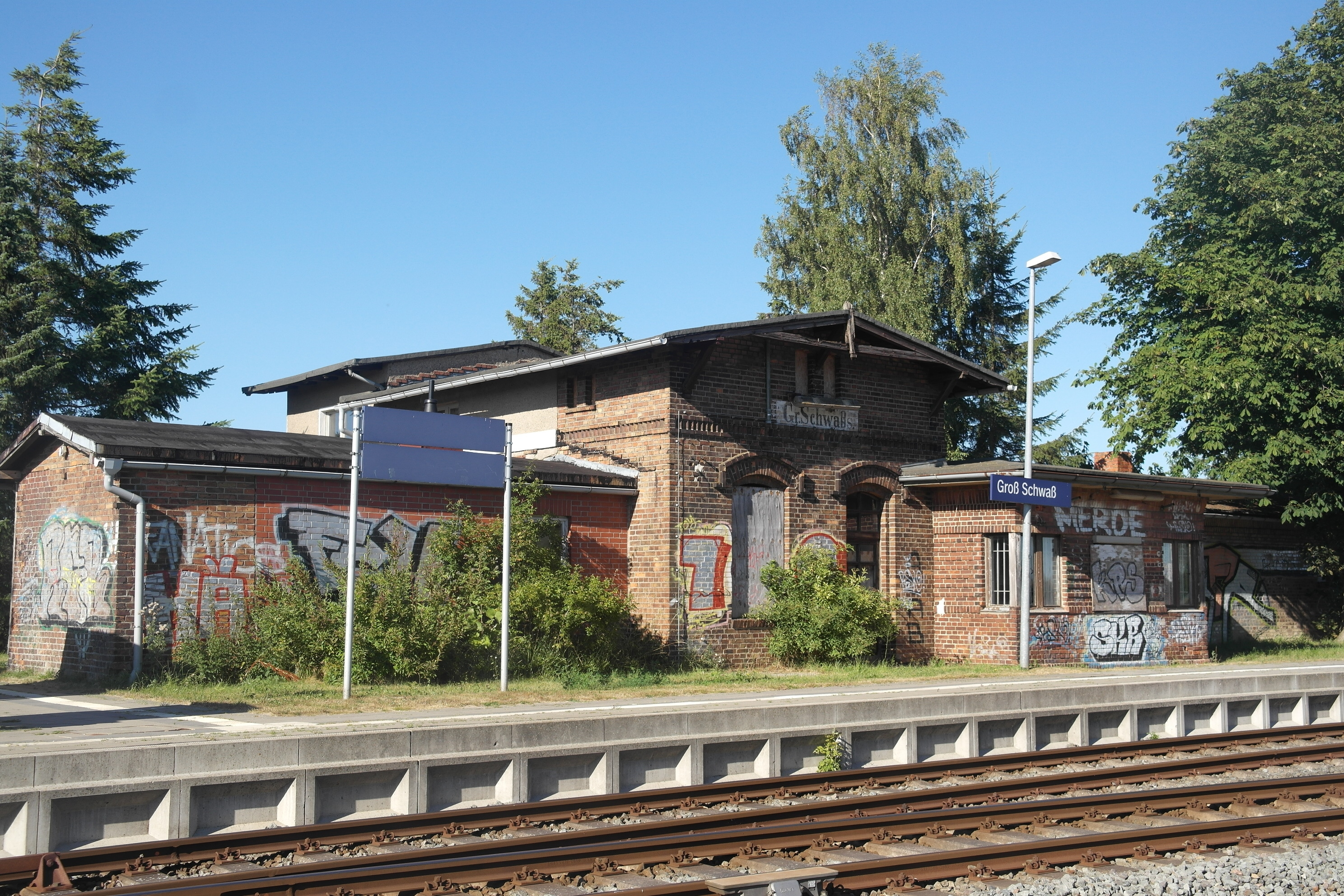
Das Bahnhofsgebäude von Groß Schwaß ist denkmalgeschützt.

Erstmals wurde das Dorf im Jahr 1319 als Zwerze in der Heberolle des Klosters Sonnenkamp in Neukloster genannt. Zu dieser Zeit hatte es bereits zehn Bauernstellen. 1328 wird das Dorf durch Henneke und Heinrich von Bülow an die Hospitäler Zum Heiligen Georg und Zum Heiligen Geist in Rostock verkauft. Der Ort liegt ungefähr sieben Kilometer vom Zentrum der Hansestadt entfernt und grenzt direkt an die westliche Stadtgrenze.
In Groß Schwaß gibt es einen Haltepunkt der Bahnstrecke Wismar–Rostock.
Hatte das Dorf 1993 noch 109 Einwohner sind es 2004 bereits 296 (156 Haushalte). Ein Gewerbegebiet und Einfamilienhäuser wurden gebaut.
Jährlich findet in Groß Schwaß ein großes Osterfeuer statt.